# Hooker
Hooker（フッカー、1969年5月8日 - ）は、日本のギタリスト、サウンドクリエイター。JUNIOR、Hoolishのギター&コーラス。

## 来歴
1983年14歳でパンク・ロックを聴き始め、同級生と共にパンク・ロック バンドを結成。当時の担当楽器はベース。
1985年以前GAI(ex.THE SWANKYS)のベースだったGausの誘いにより当時GAIの弟バンドとして地方のロック雑誌などにも取り上げられていたハードコア・パンクバンドDERANGEに加入。1985年にリリースされたV.A「Pinch And Ouch」にも参加予定だったがGu.SEKIYAの交通事故により参加を断念。担当楽器はドラム。当時、福岡でのイベント「CONTROL GIG」「VIOLENT PARTY」に出演していたハードコア・パンクバンドはTHE SWANKYS、CONFUSE、LYDIA CATS、NOCUT、Curse、など。福岡を中心に九州各県でのライブを行うも翌年の1986年解散。福岡から東京へ拠点を移し、DERANGE在籍時代に親しくなった友人達とパンク・ロック・バンド HARRYを結成。担当楽器はギター。1992年解散。
1993年パンク・バンド 2-HAIRSを結成。担当楽器はギター。同年以降サポートギターで呼ばれる事が増える。speakersのレコーディングサポートギター、CRACK The MARIANツアーサポートギターなどを経て数年後の1996年小滝橋通り旧新宿ロフトでのライブを最後に2-HAIRSを活動休止。
CRACK The MARIANのKAZUKIの誘いにより共にパンク・ロック・バンドJUNIORを結成。担当楽器はギター。結成当時のメンバーはVo.KAZUKI (CRACK The MARIAN)、Gu.Hooker (Hoolish)、Ba.川上剛 (ヒルビリー・バップス) Dr.TERU (CRACK The MARIAN)の4人編成。その後メンバーの脱退や新たなメンバー加入により現在6人編成で活動中。
2018年PROUD HAMMERS Vo.番長!の誘いでバンド結成の誘いを受け、メンバー探しの末、2022年5月Vo.番長!、Gu.Hooker、Ba. HAV、Dr. TOSHI-LOW 、Ky.yu-curryの5人でパンク・ロック・バンドHoolish を結成。2024年現在活動中。

## 人物
1984年当時パンク・ロックと同時期に好んで聴いていたエレクトロ・ファンクやヒップホップ、テクノ、ハウス、などの影響もありバンド以外の活動としてデザインやAir69名義にて幅広いジャンルへの楽曲提供なども現在おこなっている。自身の愛用ギターはSGを使用。